# Argusville
Argusville é uma cidade localizada no estado norte-americano de Dacota do Norte, no Condado de Cass.

## Demografia
Segundo o censo norte-americano de 2000, a sua população era de 147 habitantes. 
Em 2006, foi estimada uma população de 132, um decréscimo de 15 (-10.2%).

## Geografia
De acordo com o United States Census Bureau tem uma área de 
10,3 km², dos quais 10,3 km² cobertos por terra e 0,0 km² cobertos por água. Argusville localiza-se a aproximadamente 270 m acima do nível do mar.

## Localidades na vizinhança
O diagrama seguinte representa as localidades num raio de 16 km ao redor de Argusville. 